# Liiküla
Liiküla is een plaats in de Estlandse gemeente Saaremaa, provincie Saaremaa. De plaats heeft de status van dorp (Estisch: küla) en heeft 9 inwoners (2021).
Tot in oktober 2017 lag Liiküla in de gemeente Mustjala. In die maand ging Mustjala op in de fusiegemeente Saaremaa.
Liiküla ligt aan de noordkust van het eiland Saaremaa. Bij Liiküla staat een winterlinde met een omtrek van 683 cm en een hoogte van 12 meter, de Täri pärn.

## Geschiedenis
Liiküla werd in 1782 voor het eerst genoemd onder de naam Ligala. De nederzetting lag voor een deel op het landgoed van Leisi en voor een ander deel op dat van Parasmetsa.
In 1977 werd Liiküla bij het buurdorp Pahapilli gevoegd; in 1997 werd het dorp weer zelfstandig.